# La Désintégration de la persistance de la mémoire
La Désintégration de la persistance de la mémoire  est une huile sur toile surréaliste peinte par Salvador Dalí entre 1952 et 1954, réinterprétation de sa toile La Persistance de la mémoire, réalisée en 1931. Le tableau était originellement connu sous le nom de Le Chromosome d'un œil de poisson très coloré commençant une désintégration harmonieuse de la mémoire et fut exposée pour la première fois à la galerie Carstaris à New York en 1954.

## Description
Dans cette version de la toile, le paysage d'origine a été rempli d'eau. La désintégration est ici ce qui se passe sur et sous la surface de l'eau. Le paysage de Portlligat flotte maintenant à la surface. Le plan et les blocs d'origine sont ici divisés en petites briques organisées en damier qui couvrent le premier plan. Cette représentation est liée au mysticisme nucléaire de Dalí, pensée qui animait le peintre à cette époque, et qui représente les objets macroscopiques sous forme d'éléments en suspensions et en équilibre dans l'espace.
Dali explique en préambule de son Manifeste de l'Antimatière la différence d'approche entre les deux œuvres. Si la première reflétait la pensée freudienne psychanalytique centrée sur sa personne - « l'art, c'est moi »-, dans la seconde l'individu disparaît au profit d'une approche scientifique mettant en avant les principaux principes régissant les mécaniques quantiques et relativistes : nature corpusculaire de la matière, dualité onde-corpuscule, énergie du vide, relativité du temps et des distances.
Ainsi, les éléments en suspension représentent la nature corpusculaire de la matière, les cubes qui composent la table se transforment en pointes, traduisant la dualité onde-corpuscule et le premier principe d'Heisenberg ; Heisenberg étant le « nouveau père » de Dali, selon ses propos du peintre. La présence d'un poisson et de nouvelles montres sur la plage semble être une évocation du second principe d'Heisenberg : le grand vide de la première toile se transforme en un poisson et en montres, représentation des fluctuations du vide et de son énergie.
La présence de ce poisson est cependant à mettre en lien avec le titre originel du tableau Chromosome d'un œil de poisson très coloré commençant une désintégration harmonieuse de la mémoire, pouvant ajouter des éléments d'interprétation relevant non des sciences physiques, mais de la biologie et de la génétique. La toile a été exposée la première fois en 1954, deux ans après élucidation du rôle de l'ADN dans la transmission de l'hérédité, et l'année suivante la publication du premier modèle correct de l'ADN sous la forme d'une double hélice. Cependant, la première théorie complète du rôle de cette molécule date de 1958, quatre années plus tard.

## Contexte
Dalí s’intéressait beaucoup à la physique nucléaire après les bombardements atomiques d'Hiroshima et de Nagasaki. Il décrivit l'atome comme sa « principale nourriture intellectuelle ». La théorie atomique considère que la matière est fondamentalement discontinue et est faite de particules en suspensions dans le vide, et en équilibre les unes par rapport aux autres par le biais de forces. Ce fut sur la base de cette discontinuité qu'il composa nombre de ses toiles de cette époque, telles Galatée aux sphères et la Madone de Port Lligat.
Cette toile fut également parmi les premières a marquer la fin de l'intérêt de Dalí pour le surréalisme et les théories psychanalytiques et freudiennes. Elle marque la fin du Dalí de la psychanalyse au profit du Dalí de la physique nucléaire et de la religion
Cette peinture fait actuellement partie de la collection du Salvador Dalí Museum à St. Petersburg (Floride, États-Unis).

## Interprétation
L’œuvre reprend l'allégorie de l'immortalité évoquée dans La Persistance de la mémoire.
Une interprétation possible du poisson serait une évocation probable du Darwinisme et d'un questionnement sur la persistance de la mémoire dans l'évolution des espèces et face au nucléaire[réf. nécessaire] : l'eau comme univers post mortem ?[réf. nécessaire].